# Teoria Adama-Boga

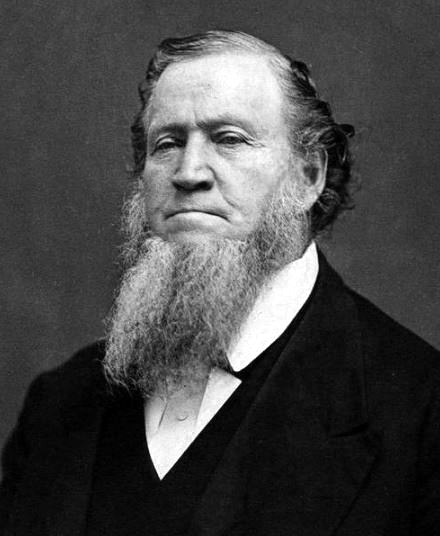
Brigham Young, drugi prezydent Kościoła Jezusa Chrystusa Świętych w Dniach Ostatnich, swoimi oryginalnymi oświadczeniami doktrynalnymi położył podwaliny pod teorię Adama-Boga

Teoria Adama-Boga, także doktryna Adama-Boga – kwestia doktrynalna wiązana z wyznaniami zaliczanymi do ruchu świętych w dniach ostatnich. Stanowi budzący znaczne kontrowersje i wywołujący nieporozumienia aspekt historycznego rozwoju mormonizmu. Podwaliny pod nią położył Brigham Young, drugi prezydent Kościoła Jezusa Chrystusa Świętych w Dniach Ostatnich, w wystąpieniu z kwietnia 1852. Głosi ona, że Adam jest Bogiem Ojcem, ojcem ludzkich duchów w preegzystencji, jak i ich ciał fizycznych w życiu ziemskim. Utrzymuje, że przybył na ziemię w zmartwychwstałym ciele, by upaść za swoje dzieci, umarł i został pochowany lub też dostąpił przemienienia. W myśl tej tezy Adam ma być ojcem Jezusa Chrystusa, Jezus natomiast bratem Lucyfera w życiu przedziemskim. Każdy ze stworzonych światów przy tym ma mieć swojego Adama oraz swoją Ewę. Według części źródeł aż do lat 80. XIX wieku doktryna ta stanowiła część ogólnie przyjętej mormońskiej teologii, wpływając przy tym na kult świątynny. Z czasem straciła poparcie mormońskich przywódców na rzecz bardziej konwencjonalnych pozycji teologicznych. W 1976 oficjalnie potępiona przez prezydenta Kościoła. Do dzisiaj jest częścią doktryny różnych grup odwołujących się do mormońskiego fundamentalizmu.

## Nazwa
Nazwa nadawana tej kwestii, podobnie jak sam pogląd, budzi w źródłach pewne kontrowersje. Dzieje się tak zarówno w literaturze anglojęzycznej, stworzonej zatem w dominującym w mormonizmie języku, jak i w znacznie mniej obszernej literaturze polskojęzycznej. Autorzy anglojęzyczni używają zarówno pojęć teoria Adama-Boga, jak i doktryna Adama-Boga. Badacze związani z Kościołem Jezusa Chrystusa Świętych w Dniach Ostatnich uznają za bardziej właściwą pierwszą nazwę. Uzasadniają to tym, że pogląd ten nie znajduje się współcześnie wśród nauk głoszonych przez wspólnotę oraz że występował w niej jedynie przez krótki czas. O doktrynie Adama-Boga mówi się natomiast wśród akceptujących ją dosyć powszechnie mormońskich fundamentalistów.
W publikacjach polskojęzycznych niekiedy wspomina się o tej kwestii nie podając jej nazwy. Czasami czyniące to źródła dodają również sugestie, których nie da się obronić na gruncie teologii świętych w dniach ostatnich, chociażby taką, że Adam ma być tożsamy z Jezusem Chrystusem. Czasem używa się formy doktryna Boga Adama. W innych sytuacjach wreszcie wspomina się jedynie wbrew faktom, iż święci w dniach ostatnich również współcześnie wierzą w boga Adama. Zniekształca się przy tym wyraźnie sedno tego zagadnienia teologicznego, w zasadzie bez bezpośredniego odniesienia się do niego.

## Tło
Pogląd ten stanowi budzący znaczne kontrowersje i wywołujący nieporozumienia aspekt historycznego rozwoju mormonizmu. Narosła wokół niego rozległa mitologia, tak pośród krytyków mormonizmu, jak i świętych w dniach ostatnich. Istnieją pewne podstawy źródłowe, by twierdzić, że przynajmniej część konceptu znanego jako teoria Adama-Boga nie pochodziła bezpośrednio od Younga, a od jego bliskiego współpracownika i doradcy Hebera C. Kimballa. Jednocześnie w niektórych ze swych wypowiedzi Young przyznawał, że czasem jego nauki wypływają z inspiracji Ducha Świętego, pozostając bez podstawy w pismach świętych, co częściowo wyjaśniało by sprzeczność poglądu chociażby z Księgą Mormona. Poza pierwotnym wystąpieniem na ten temat z 1852 Brigham powoływał się na Smitha, wspominając o teorii Adama-Boga przynajmniej siedmiokrotnie od 1860, po raz ostatni niedługo przed swoją śmiercią. Również Helen Mar Kimball, jedna z pluralistycznych żon Josepha Smitha, twierdziła, że rzeczywistym autorem teorii Adama-Boga miał być nie Young, a sam założyciel mormonizmu. Jako córka wspominanego wyżej Hebera C. Kimballa może jednak być niezbyt wiarygodnym źródłem. Na poparcie swoich twierdzeń przywoływała niemniej przemowy Smitha z sierpnia 1839, października 1840 oraz kwietnia 1844.

## Obecna pozycja doktrynalna

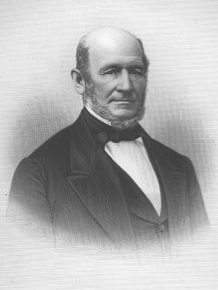
Heber C. Kimball, pierwszy doradca w Pierwszym Prezydium Kościoła Jezusa Chrystusa Świętych w Dniach Ostatnich między 1847 a 1868. Przypisuje mu się przynajmniej częściowe autorstwo teorii Adama-Boga

Kościół Jezusa Chrystusa Świętych w Dniach Ostatnich, największa denominacja wchodząca w skład tej tradycji religijnej, naucza jednoznacznie, że cześć należy się Bogu Ojcu, w imię Syna, za pośrednictwem Ducha Świętego. Doktryna umieszcza Adama w przynależnym mu miejscu – jako Michała Archanioła w preegzystencji, pierwszego człowieka oraz przewodniczącego wyższego kapłana podlegającemu Jezusowi Chrystusowi w życiu ziemskim. Naucza, że w tym charakterze przewodniczy on całej ziemi po wsze czasy oraz, że będzie się znajdować wśród tych, którzy powiodą armie niebieskie w ostatniej, rozstrzygającej wojnie z szatanem.

## Zarys
Drugi prezydent Kościoła Brigham Young nauczał, że Adam jest Bogiem Ojcem, jak również jedynym Bogiem, z którym święci w dniach ostatnich mają do czynienia, w swym przemówieniu podczas konferencji generalnej z 9 kwietnia 1852. Podkreślał, że przejął tę naukę od Josepha Smitha, jak również, iż otrzymał ją poprzez objawienie. Stwierdzenia o podobnej naturze można u niego spotkać również później. Zebrane w całość dostarczają one całkiem pełnego i przejrzystego obrazu poglądów Younga na naturę i rolę Adama.
Young nauczał, że mężczyzna znany w Starym Testamencie jako Adam nie został stworzony z prochu tej ziemi, lecz raczej z prochu planety, na której żył uprzednio. Innymi słowy, miał zostać zrodzony cieleśnie na tej właśnie planecie, tam otrzymać kapłaństwo, wierzyć w swojego Zbawiciela, wypełniać swe powołanie oraz być posłusznym swojemu Panu. Teoria Adama-Boga głosi dalej, że Adam jest zarówno ojcem ludzkich duchów w preegzystencji, jak i ciał fizycznych w życiu ziemskim. Przybył na ziemię w zmartwychwstałym ciele, by upaść za swoje dzieci, umarł później i został pochowany bądź zgodnie z późną wersją doznał jakiegoś rodzaju przemienienia. Co za tym idzie, Adam ma być ojcem Jezusa Chrystusa, Jezus natomiast bratem Lucyfera w życiu przedziemskim. Każdy ze stworzonych światów przy tym ma mieć swojego Adama oraz swoją Ewę. Wbrew stwarzanemu przez późniejszych komentatorów wrażeniu Young nie uznawał Adama za Elohima. Rozróżniał ojca Adama od jego dwóch bezpośrednich przodków, kolejno od Jahwe oraz od Elohima. Teoria Adama-Boga podkreśla też nieodzowność małżeństwa pluralistycznego w ostatecznym wywyższeniu.
Starszy Bruce R. McConkie, członek Kworum Dwunastu Apostołów oraz specjalista w zakresie mormońskiej doktryny, wypowiadając się na ten temat, uznał, że nauki te pozostają w pełnej zgodności z doktryną tylko wówczas, gdy patrzy się na nie w pełnej perspektywie ewangelicznej. Dodał też, że muszą być analizowane w świetle objawień omawiających porządek patriarchalny łączący wszystkie wywyższone istoty. Jakiekolwiek zrównywanie Adama z Bogiem Ojcem nazwał fałszywym oraz wypływającym z ignorancji oraz niezrozumienia doktrynalnej głębi wywyższenia.
Jednocześnie zgodnie z głoszoną już przez Josepha Smitha nauką o wielości bogów Adam był Bogiem. Był nim jedynie w tym samym sensie co Abraham, Izaak, Jakub czy Mojżesz. Boski potencjał obejmuje w mormońskiej doktrynie wszystkich prawych świętych, zarówno w stopniu najwyższym, jak i niższym, dzięki wywyższeniu. Wszyscy wywyższeni bowiem zostają wspólnymi dziedzicami z Chrystusem oraz otrzymują pełnię królestwa Ojca. Im też wszystkim przewodniczy Adam, w pełnej harmonii z oraz w pełnej podległości wobec tak Ojca, jak i Syna.

## Obecność w mormońskim kulcie świątynnym

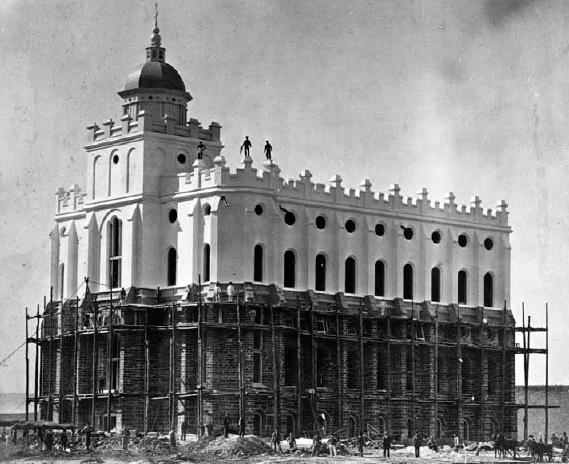
Fotografia świątyni mormońskiej w St. George z okresu jej budowy. Obiekt ten był jednym z miejsc, w których to innowacje teologiczne Younga, w tym teoria Adama-Boga, włączone zostały do praktyki rytualnej mormonizmu, wpływając przez pewien czas na sam niezwykle istotny dla mormonizmu kult świątynny

Elementy teorii Adama-Boga były częścią obrzędów świątynnych, praktyk stanowiących kulminację życia religijnego świętych w dniach ostatnich. Włączono je do nich już w okresie, w którym to zdecydowana większość kultu świątynnego miała miejsce w tak zwanym Domu Obdarowania w Salt Lake City. Wchodziły w skład ceremonii obdarowania, pojawiając się najprawdopodobniej przynajmniej na kilku etapach rozbudowanego spektaklu, stanowiącego jej sedno. Brak oficjalnych oraz ujednoliconych, spisanych scenariuszy rytualnych tegoż obrzędu sprzed 1877 utrudnia wprawdzie podanie w tej kwestii jakichkolwiek szczegółowych informacji. Z kilku nieprzychylnych relacji świadków można jednak wydobyć zarówno spisy postaci, jak i odrębne dialogi przeznaczone dla pracowników świątynnych wcielających się w Elohima, Jahwe, Jezusa Chrystusa i Michała Archanioła podczas sceny stworzenia. Dalszych dowodów na włączenie tej kwestii do kultu świątynnego dostarcza zresztą fakt, że w odgrywanych misteriach świątynnych pojawiali się wówczas obok siebie Jahwe oraz Jezus Chrystus. Jest to zgodne właśnie z poglądami Younga, stoi natomiast w sprzeczności z wypracowanym później stanowiskiem, zgodnie z którym Chrystus tożsamy jest ze starotestamentalnym Jahwe.
Nauki bezpośrednio wynikające z teorii Adama-Boga przedstawiane były także podczas tak zwanego wykładu przed zasłoną, po raz pierwszy przygotowanego przez Younga w 1877, na użytek obdarowań w świątyni mormońskiej w St. George w Utah. Nie da się jednakże jednoznacznie ustalić, czy weszły również w skład tegoż wykładu w innych, później wybudowanych świątyniach, czy też zostały w nich pominięte, wreszcie zaś porzucone, w wyniku opisanych poniżej zmian w interpretacji doktrynalnej.

## Zmiany w interpretacji doktrynalnej
Przynajmniej niektóre źródła wskazują, że do lat 80. XIX wieku naukę tę można uznać za część oficjalnie głoszonych przez świętych w dniach ostatnich doktryn. Sam Young konsekwentnie uznawał ją za słuszną oraz prawdziwą i co za tym idzie nie wyrzekł się jej aż do śmierci. Podążając za jego przykładem uwierzyło w nią również wielu świętych w dniach ostatnich, także i tych żyjących w XX stuleciu. Nigdy wszelako nie została uznana za kanoniczną, nigdy też nie uzyskała potwierdzenia poprzez oficjalne przyjęte objawienie, czy proklamację doktrynalną.
Obecne rozumienie tej kwestii zostało wypracowane stopniowo. Wypowiedzi Brighama Younga na temat natury Adama budziły sprzeciw już wśród przywódców jemu współczesnych. Nie przyjmował ich jako prawdziwych choćby Orson Pratt. Istnieją też pewne dowody na to, że swoją dezaprobatę w tej kwestii wyrażał też inny ówczesny członek Kworum Dwunastu, starszy Amasa Lyman. Z czasem brak akceptacji tej nauki stawał się coraz wyraźniejszy, jak również coraz powszechniejszy na najwyższych szczeblach hierarchii kościelnej. W liście z 7 stycznia 1897 Joseph F. Smith, wówczas doradca w Pierwszym Prezydium, na polecenie prezydenta Wilforda Woodruffa napisał teoria Adama-Boga była osobistą opinią prezydenta Younga. Nie została też przedłożona radom kapłańskim Kościoła i jako taka nie jest wiążąca. Pierwsze Prezydium w 1912 oświadczyło, że wierni powinni czcić raczej Boga Ojca niż Adama. Cztery lata później oświadczono, że Jezus Chrystus jest tożsamy ze starotestamentalnym Jahwe, Bóg Ojciec zaś z Elohimem. Adama-Michała Archanioła pominięto, doprowadzając tym samym w istocie do odrzucenia teorii Adama-Boga jako części mormońskiego systemu wierzeń.

## Teoria Adama-Boga w mormońskim dyskursie intelektualnym
Teoria Adama-Boga zajmuje istotne miejsce w mormońskim dyskursie intelektualnym. Uznawana jest z reguły za kwestię wyjątkowo trudną i złożoną. Hugh Nibley, jeden z czołowych przedstawicieli mormońskiej apologetyki, podsumował najbardziej problematyczne jej aspekty w przemówieniu wygłoszonym na Uniwersytecie Brighama Younga (BYU) w 1980. Stwierdził wówczas jeden z naszych największych problemów sprowadza się do niewiedzy na temat tego w jaki sposób Adam powiązany jest z innymi bytami, zarówno ziemskimi, jak i niebiańskimi. To właśnie dało początek nieporozumieniu wokół kwestii Adama-Boga.
Wykorzystywana jest przy tym do ataków na Kościół Jezusa Chrystusa Świętych w Dniach Ostatnich, tak w łonie szeroko pojętego mormonizmu, jak i poza nim. Zwróciła uwagę krytyków zwłaszcza po porzuceniu przez ten Kościół małżeństw pluralistycznych w 1890. Zreorganizowany Kościół Jezusa Chrystusa Świętych w Dniach Ostatnich (RLDS), druga co do wielkości denominacja mormońska zaczęła publicznie odnosić się do tej kwestii już w samych początkach swego istnienia. W dwuczęściowym artykule opublikowanym na łamach wydawanego przez RLDS czasopisma The True Latter Day Saints’ Herald w listopadzie oraz grudniu 1860 uznano teorię Adama-Boga za pogląd bałwochwalczy. W wydanej w 1894 książce Objections to the Book of Mormon and the Book of Doctrine and Covenants Answered and Refuted autorstwa również należącego do Zreorganizowanego Kościoła Jezusa Chrystusa Świętych w Dniach Ostatnich Josepha Richarda Lamberta wskazano z kolei na niezgodność teorii z Naukami i Przymierzami, jednym z pism świętych wchodzących w skład mormońskiego kanonu.
Debaty na jej temat nie ułatwiają niejasne i pokrętne wypowiedzi członków władz naczelnych Kościoła Jezusa Chrystusa Świętych w Dniach Ostatnich, niekiedy zaprzeczające wręcz samemu faktowi jej istnienia. Po części są one próbą odpowiedzi na wspomnianą wyżej krytykę. W dużej mierze odzwierciedlają wszakże ogólny stosunek władz kościelnych do potencjalnie niewygodnych aspektów historii Kościoła. Starszy Charles W. Penrose, posługujący w Kworum Dwunastu Apostołów od 1904, napisał na krótko przed włączeniem do tego gremium, iż wspólnota nigdy nie sformułowała i nie przyjęła jakiejkolwiek teorii odnoszącej się do kwestii Adama, w formie poruszonej przez prezydenta Younga. Prezydent Heber J. Grant w wypowiedzi z 1931 stwierdził, że teoria Adama-Boga nie jest zgodna z pismami świętymi oraz nie jest prawdą. Starszy John A. Widtsoe, członek Kworum Dwunastu Apostołów, określił ją mianem mitu, który nie wynika z odczytywanych w kontekście nauk Younga. Starszy Joseph Fielding Smith, późniejszy prezydent Kościoła, w 1939 posunął się wprost do sugestii, jakoby zachowany tekst przemówienia Younga z 1852 powstał w wyniku błędu zapisujących je skrybów. Równie specyficzna wypowiedź wspominanego już powyżej starszego Bruce’a R. McConkie z 1980 zalicza z kolei ten pogląd do siedmiu śmiertelnych herezji.
Najistotniejsza wypowiedź współczesnego mormońskiego przywódcy dotycząca kwestii Adama-Boga pochodzi z konferencji generalnej z października 1976. Prezydent Spencer W. Kimball, przemawiając podczas sesji dla posiadaczy kapłaństwa, powiedział wówczas ostrzegamy was przed rozpowszechnianiem doktryn niezgodnych z pismami świętymi, które miały być nauczane przez niektórych przywódców z minionych pokoleń. Jednym z przykładów jest tutaj teoria Adama-Boga. Potępiamy tę teorię i mamy nadzieję, że wszyscy przyjmą nasze ostrzeżenie do wiadomości.

## Teoria Adama-Boga w mormońskim fundamentalizmie
Teorię Adama-Boga za część swej doktryny uznają rozmaite grupy odwołujące się do mormońskiego fundamentalizmu. Wymieniana jest ona zresztą wśród czynników przyciągających nowych wiernych do tego nurtu mormonizmu.